# Maria Laura Mainetti
Blažena Maria Laura Mainetti (Colico, 20. kolovoza 1939. – Chiavenna, 6. lipnja 2000.) - talijanska katolička redovnica, blaženica, mučenica
Bila je deseto dijete Stefana Mainettija i Marceline Gusmeroli. Dana, 25. kolovoza 1964. položila je vječne redovničke zavjete. Kao časna sestra radila je kao učiteljica u školi Kćeri Križa.
Dana, 6. lipnja 2000. godine primila je lažni telefonski poziv u kojem se od nje tražilo, da dođe kod mlade trudne djevojke. Napustila je samostan, a na dogovorenom mjestu čekale su je tri maloljetne djevojke sotonistice iz Chiavenne u sjevernoj Italiji: Ambra Gianasso, Veronica Pietrobelli i Milena De Giambattista. Prvotno su htjele žrtvovati lokalnog župnika Sotoni, ali na kraju su izabrale 61-godišnju redovnicu, koja im je ranije predavala vjeronauk, jer je bilo lakše. Napale su je noževima i zadala joj 19 udaraca od čega je preminula. Djevojke su uhićene tri tjedna kasnije, nakon što je policija prisluškivala njihove telefonske pozive. Osuđene su na 8,5 godina zatvora, a služile su kaznu do 2008. godine.
Dana, 25. listopada 2005. započeo je postupak za njeno proglašenje blaženom na dijecezanskoj razini, a 2008. godine Sveta Stolica odobrila je zahtjev za započinjanjem postupka proglašenja blaženom. Tijekom ovog postupka utvrđeno je, da se časna sestra molila za nasilne djevojke prije smrti, da im Bog oprosti. Dana, 19. lipnja 2020. papa Franjo potpisao je dekret, kojim je njezinu smrt prepoznao kao mučeništvo, otvarajući joj put da se proglasi blaženom.
Njezino svečano uzdizanje do oltara i upis u skupinu blaženika dogodilo se 6. lipnja 2021. za vrijeme mise kojom je predsjedao kardinal Marcello Semeraro, prefekt Kongregacije za kauze svetaca u gradu Chiavenni.
Njezin se liturgijski spomendan slavi 6. lipnja. Njeni posmrtni ostaci nalaze se u crkvi sv. Lovre u Chiavenni od 2019. godine.